# Кофман, Давид Ефимович
Давид Ефимович Кофман — советский хозяйственный и политический деятель.

## Биография
Родился в 1903 году в Жмеринке. Член КПСС.
В 1917—1930 гг. — рабочий, инженерный работник машиностроительных заводов СССР.
Окончил Московский механико-машиностроительный институт имени Баумана.
В 1933—1939 гг. — главный инженер, директор заводов № 89 и № 81 НКАП СССР.
В 1939—1946 гг. — заместитель начальника, начальник 9-го управления Наркомата авиационной промышленности СССР и уполномоченный Наркомата авиационной промышленности СССР по Куйбышевской области.
В 1946—1976 гг. — директор опытного завода ОКБ Ильюшина (ныне — ПАО «ИЛ»)
Лауреат Ленинской премии неопубликованным Постановлением Совета Министров СССР и ЦК КПСС.
Умер в 1979 году в Москве.

## Награды
- Орден Ленина (дважды)
- Орден Отечественной войны I степени
- Орден Трудового Красного Знамени (трижды)